# Ранхель, Давид
Хосе Давид Ранхель Торрес (исп. José David Rangel Torres; родился 12 ноября 1969 года, Сан-Луис-Потоси, Мексика) — мексиканский футболист, полузащитник. Известен по выступлениям за клубы «Толука», «Крус Асуль» и сборную Мексики. Участник Олимпийских игр 1992 года в Барселоне.

## Клубная карьера
Ранхель начал свою карьеру выступая за команды «Атлетико Потосино» и «Тампико Мадеро» из низших дивизионов Мексики. В 1990 году он перешёл в «Крус Асуль», в составе которого дебютировал в мексиканской Примере. Давид не сразу завоевал место в основе. В 1996 году Ранхель перешёл в «Толуку». В составе новой команды он четыре раза выиграл чемпионат Мексики. В 2002 году Давид покинул «Толуку», сыграв за неё почти 200 матчей во всех турнирах. Следующие два сезона он без особого успеха играл за «Атланте» и «Хагуарес Чьяпас». В 2004 году Ранхель вернулся в «Толуку», где и завершил карьеру по окончании сезона.

## Международная карьера
В 1992 году в составе олимпийской сборной Мексики Ранхель принял участие в Олимпийских играх в Атланте. На турнире он сыграл в матчах против команд Дании и Австралии. В 2001 году в товарищеском матче против сборной Болгарии Давид дебютировал за сборную Мексики.
В том же году Ранхель принял участие в Кубке Конфедераций. На турнире он принял участие в матче против Франции и Южной Кореи.

## Достижения
Клубные
 «Толука»
- Чемпионат Мексики по футболу — Летний чемпионат 1998
- Чемпионат Мексики по футболу — Летний чемпионат 1999
- Чемпионат Мексики по футболу — Летний чемпионат 2000
- Чемпионат Мексики по футболу — Апертура 2005